# 刘舍站
刘舍站（越南语：／*/?）是越南河太铁路和克太铁路的一座火车站，位于太原省太原市，距河内站68公里。铺设有标准轨及米轨共行的混合轨。